# Halotano
El halotano es un vapor para inhalación usado en la anestesia general. Su nombre sistemático es 2-Bromo-2-cloro-1,1,1-trifluoroetano. No tiene color y posee un aroma agradable pero es inestable bajo la luz. Se envasa en botellas de color oscuro con timol al 0.01% como agente estabilizante. Mezclas de halotano con el aire o con el oxígeno no son ni inflamables ni explosivas.

## Características químicas y metabólicas comparativas
Químicamente, el halotano no es un éter.Los intentos de encontrar anestésicos con menos metabolismo dieron luz a los éteres halogenados como el enfluorano y el isofluorano. La incidencia de reacciones hepáticas con estos agentes es mucho menor que la del halotano. El grado de hepatotoxicidad del enfluorano es controvertido, aunque es mínimamente metabolizado. El isofluorano no se metaboliza y han sido muy raros los casos de toxicidad.

## Historia
El halotano ha sido administrado a millones de pacientes adultos y pediátricos a lo largo del mundo desde su introducción en los años 1950 hasta los 1980.
Este hidrocarburo halogenado fue sintetizado por primera vez por C. W. Suckling de las Imperial Chemical Industries (ICI) en 1951 y fue utilizado clínicamente por primera vez por M. Johnstone en Mánchester el año 1956. El halotano obtuvo gran popularidad como un anestésico general no inflamable que venía a reemplazar otros anestésicos volátiles como el éter y el ciclopropano. El uso de este anestésico se fue reduciendo entre los 1980 y 1990 en la medida que nuevos agentes anestésicos fueron popularizándose.
Fue reemplazado en los 1980 por el enfluorano y el isofluorano. Cerca del 2005 los anestésicos volátiles más utilizados eran: isofluorano, sevofluorano, y el desfluorano. Ya que el riesgo de la hepatitis por halotano en niños es sustancialmente menor que en adultos, el halotano se continuó utilizando en pediatría hasta los 1990. Sin embargo, desde el año 2000, el sevofluorano reemplazó ampliamente el uso de halotano en niños.
El halotano aún se emplea en la medicina veterinaria y en el Tercer Mundo, debido a su bajo costo.

## Características
Sus propiedades incluyen depresión cardíaca a dosis elevadas, sensibilización cardíaca a las catecolaminas como la norepinefrina, y relajación bronquial potente. La poca irritación de la vía aérea lo hizo un agente común para la inducción anestésica en pediatría. Debido a su efecto depresor miocárdico, está contraindicado en pacientes con insuficiencia cardíaca. El halotano también está contraindicado en pacientes susceptibles a las arritmias cardíacas, o en situaciones de elevación de las catecolaminas, como en el feocromocitoma.

## Farmacocinética
Se absorbe rápidamente a la circulación a través de los pulmones.
Concentración alveolar máxima (CAM): en oxígeno (%): 0,75. En óxido nitroso al 70 % (%): 0,29.
Coeficiente de partición sangre/gas (37 C): 2,3. Coeficiente de partición aceite/gas (37 C): 224.
Metabolismo: hepático, hasta 20 % de dosis metabolizadas.
Cantidad de fluoruro inorgánico formado: casi ninguna.
Tiempo hasta el comienzo de la anestesia: rápido.
Tiempo hasta el cambio de la profundidad de la anestesia desde que se administra a la nueva concentración: rápido.
Tiempo de recuperación de la anestesia: rápido.
Eliminación: principal: % excretado sin cambios por exhalación: 60-80. Secundaria: renal.

## Efectos Adversos
La exposición repetida al halotano en adultos resulta raramente en la producción de injuria hepática severa. Esto tiene una incidencia de alrededor de 1 en 35,000 exposiciones. El síndrome resultante se ha denominado hepatitis por halotano, y se cree que es el resultado del metabolismo del halotano hacia ácido trifluoroacético a través de oxidaciones reductivas en el hígado.
Cerca de un 20% del halotano inhalado es metabolizado por el hígado y sus productos son excretados por la orina. La hepatitis por halotano tiene una tasa de mortalidad de entre un 30 a un 70%.
La preocupación por este síndrome ha dado lugar a una drástica disminución en el uso de halotano en adultos.
Todos los anestésicos volátiles como el halotano pueden desencadenar hipertermia maligna en individuos genéticamente susceptibles. La prueba de contractura cafeína-halotano fue desarrollada para probar esta susceptibilidad directamente en muestras de biopsia muscular. Esta prueba podría ser reemplazada por una prueba genética en el futuro.